# Conanthera bifolia
Conanthera bifolia là một loài thực vật có hoa trong họ Tecophilaeaceae. Loài này được Ruiz & Pav. mô tả khoa học đầu tiên năm 1802.

## Hình ảnh

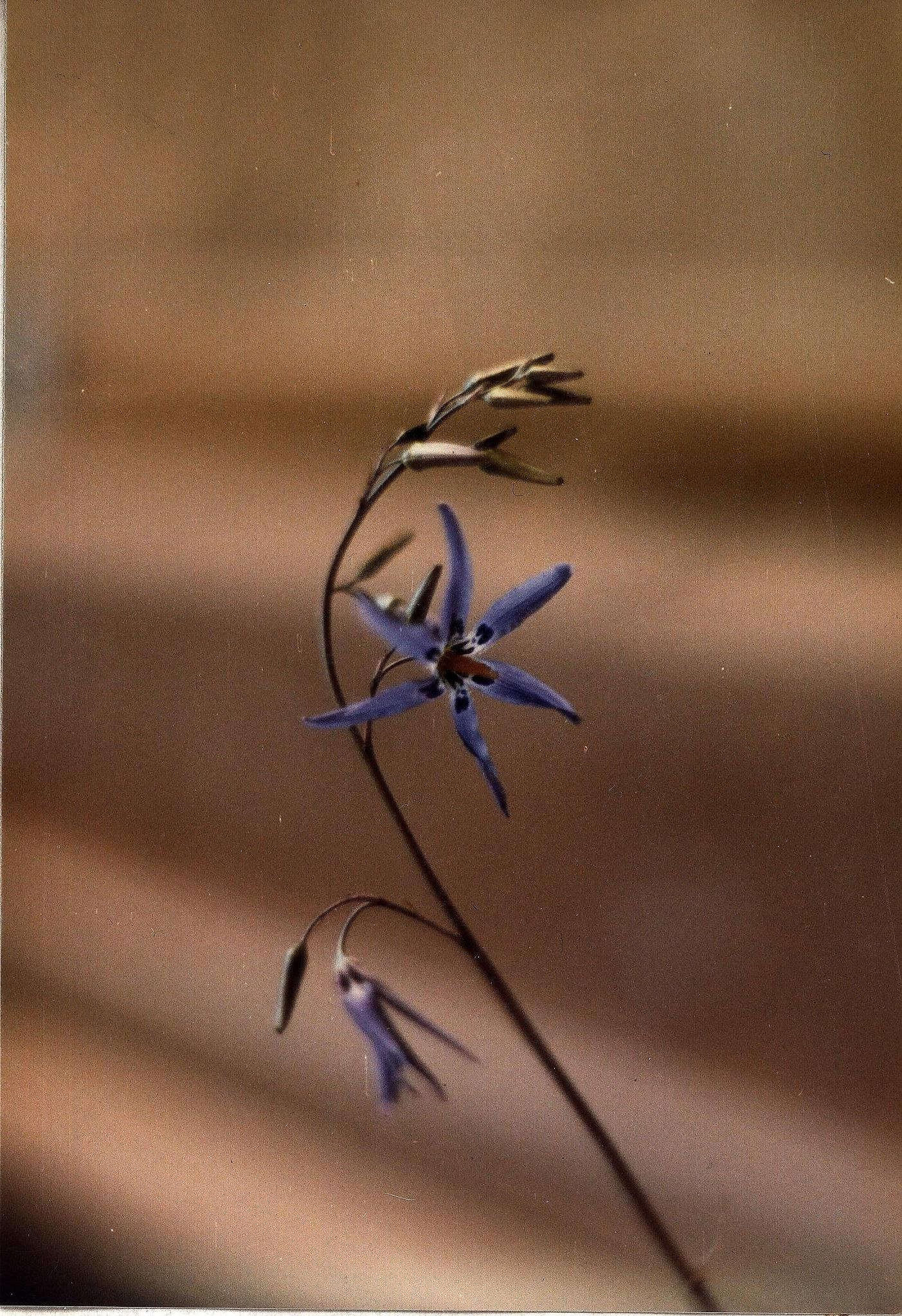
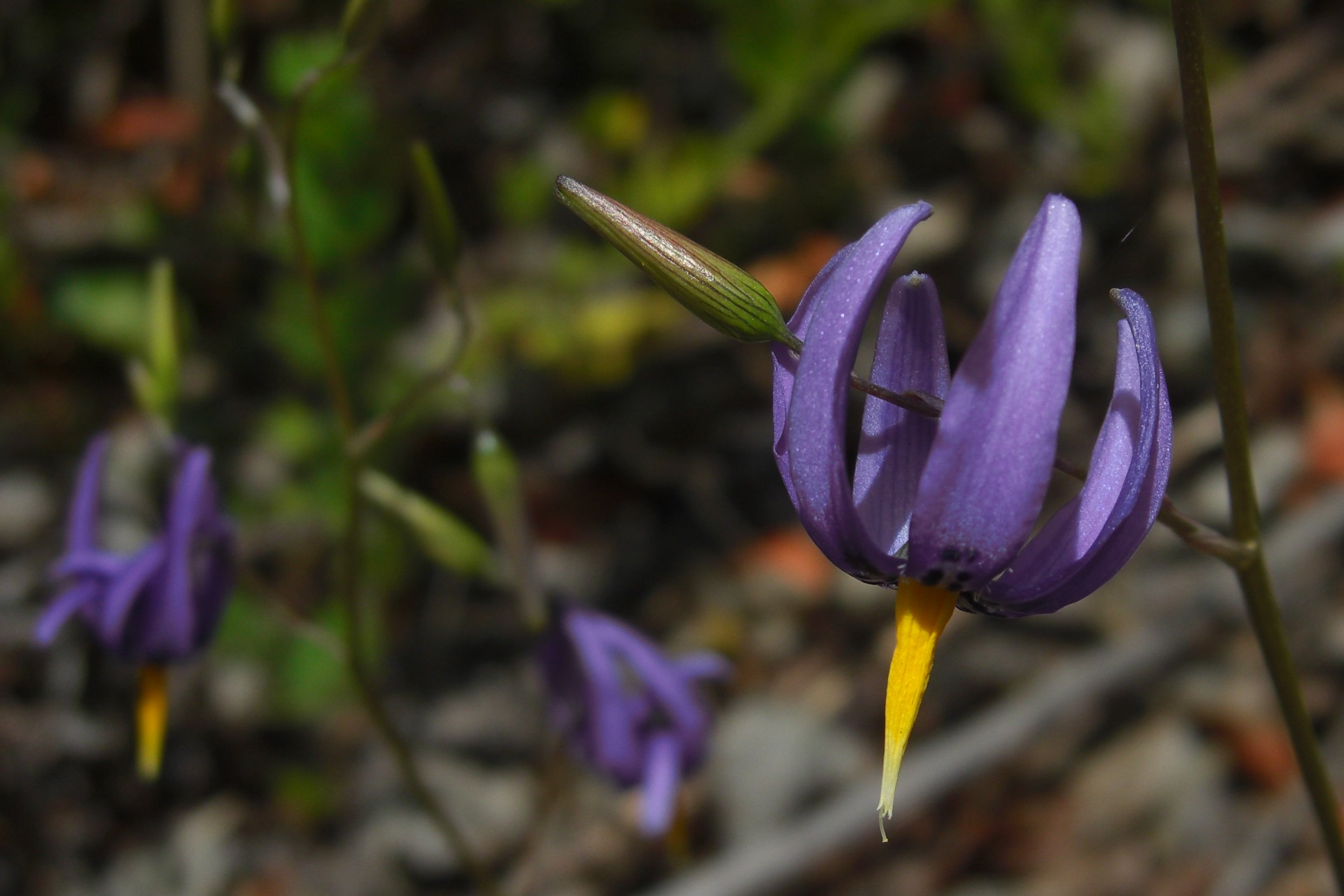